# Egyetemi Füvészkert
A szegedi Egyetemi Füvészkert (avagy SZTE Füvészkert) Szeged botanikus kertje, mely alapításától a Szegedi Tudományegyetem különleges (a kari szervezetbe nem tartozó) oktatási egységeként Újszegeden, a Lövöde utca 42. alatt működik. Elődje az 1872-ben, Kolozsvárott alapított botanikus kert,mely a Kolozsvári Magyar Királyi Ferenc József Tudományegyetem tulajdonában volt. 1922 óta található jelenlegi helyén.
A kert 1989 óta országos jelentőségű természetvédelmi terület. Alapterülete 17,2 hektár, amelyen 5000 növényfajt és fajtát mutat be. A kert az oktatás, kutatás, ismeretterjesztés mellett pihenőhelyként is funkciónál. Látogatását megkönnyíti az is, hogy tömegközlekedéssel jól megközelíthető. A kert talán legfőbb nevezetessége az országban egyedül telelő indiai lótusz, de büszkeségei közé tartoznak az európai viszonylatban jelentős kaktuszgyűjteménye ,amelynek egyik példánya Kossuth Lajos torinói kertjéből származik.

## Megközelítése
A terület közlekedési eszközzel jól megközelíthető. A 70-es busszal a Lövölde utcán elhelyezkedő Újszeged, Füvészkert végállomástól 350 méterre található az intézmény bejárata.

## Története

### A kolozsvári botanikus kert
1872 és 1921 között az egyetemnek Kolozsvárott is volt botanikus kertje. Az alapítás Mikó Imre nevéhez köthető, aki nyári villájának parkját adta át az egyetem részére.

### A két világháború között

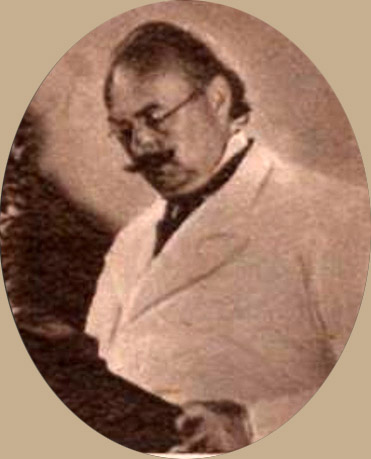
Győrffy István, a szegedi botanikus kert első igazgatója (1922 - 1940)

A kolozsvári egyetem 1921-es Szegedre történő átköltözéssel nagyarányú építkezésekre volt szükség. A debreceni egyetem mintája alapján eredetileg az Újszeged városrészen, a ligettől északra található körút és töltés közötti részre szerették volna a klinikákat, valamint az egyetemi városrészt elhelyezni. Ez költségvetési és katonai szempontok miatt végül nem teljesen valósult meg.
1922-ben a város 20 kataszteri hold szántóföldet ajánlott fel az egyetemnek füvészkert létesítése céljából. Az intézet első igazgatója, Győrffy István 1925 és 1932 között számos fejlesztést hajtott végre: megkezdte a növények betelepítését, egy ártézi kút és növénynevelő üvegház létesítését, valamint egy mesterséges tavat is létrehozott. 1932-ben az óföldeáki Návay-kastély kertjéből hozatta el az első india lótusz töveket.
Greguss Pál lévén jött létre a rózsakert, sziklakert, arborétum létesítése, valamint a rendszertani alapú növénygyűjtemény felállítása. Az ő nevéhez köthető a szecsuáni (délkínai) ősfenyő betelepítése.

### A második világháború után

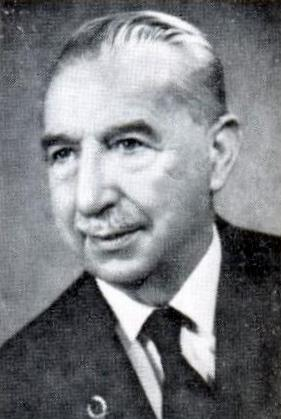
Greguss Pál, az intézmény második igazgatója 1940 és 1965 között

1952 és 1958 között épült a trópusi haszon-növények bemutatását célzó üvegházak. Horváth Imre igazgatósága idején a füvészkertben berendezte a növénytársulásokat, valamint kutatási célokra létesített egy fitotron épületet. Ekkor a kert területe ekkor 10 hektárral növekedett. Az üvegházak bővítését három (télen) fóliával fedett házzal érte el. A füvészkertet további korszerűsítések követték (központi fűtés, szilárd burkolatú utak, térvilágítás, városi vezetések víz bevezetése). Simoncsics Pál, majd Gulyás Sándor alatt újították fel a rózsakertet, hozták létre az évelő növények gyűjteményét. 1992-ben, a füvészkert fennállásának 70. évfordulója alkalmából egy székelykapu került a bejárat elé.
Mihalik Erzsébet igazgatósága (1996-2013) alatt az intézet feladatellátási körei is bővültek. 2006-től kezdődően a szegedi fővészkert bekapcsolódott különböző szaporodásbiológiai kutatásokba, a környezeti nevelés révén pedig óvodás és iskolás csoportoknak szerveznek tematikus foglalkozásokat, táborokat. A látogatok részére a jeles napokon rendezvényeket szerveznek.
A botanikus kert területén korszerűsítették a növényszaporító ház, fitotron épületét, átalakították a fedett házakat üvegházzá. A terület pedig bővült tanyaudvarral, diorámával és gyógynövény-, fűszerkerttel. 2013-ban pedig lepkebarát kert és méhészeti bemutató is bővítette a látnivalókat. 

### Napjainkban
Németh Anikó igazgató vezérletével újabb bővüléseken esett ás a helység. 2014-ben átadták a trópusi üvegházat, valamint a kaktuszgyűjtemény is ekkortól vált látogathatóvá. 2015-ben japánkerttel, 2016-ban lepkeházzal bővült a látnivalók száma. A 2020-as években pedig orchideaház is épült.

#### Igazgatóinak listája
- Győrffy István (1922 - 1940)
- Greguss Pál (1940 - 1965)
- Horváth Imre (1965 - 1979)
- Simoncsics Pál (1979 - 1982)
- Gulyás Sándor (1982 - 1996)
- Mihalik Erzsébet (1996 - 2013)
- Németh Anikó (2013 óta)

## Gyűjteményei[11]
A Füvészkert kiemelt természetvédelmi feladata a veszélyeztetett, védett növények megőrzése és mesterséges szaporítása visszatelepítési kísérletekkel.

### Bemutató helyek
A szabadtérben gondozott növények mellett sokat tartanak üvegházakban. A fontosabbak:
- Park: élő kövületek bemutatóhelye, a Közép-Európában egyedüli indiai lótusz állomány, rózsakert és gyógynövénykert helye. Sok üvegház is található itt, ahol közel 800 egzotikus növényfaj kap helyet.
- Arborétum: fák és cserjék bemutatóhelyei
- Társulások: a hazai erdőtársulásainak és cserjéinek bemutató erdőfoltok, a haszonnövények és rendszertani gyűjtemény, valamint a tanyaudvar helye.

### A Füvészkertben előforduló növények listája

#### Arborétum
- tobozdió
- kaukázusi szárnyasdió
- pekándió
- keleti gyertyán
- dauriai nyír
- tatár loncok
- bordáskérgű loncok
- japán som
- judásfa
- lepényfa
- tatárjuhar
- háromerű juhar
- vörösjuhar
- gyöngyvesszők
- berkenyék
- almafélék
- szilvafélék
- galagonyák
- vadrózsák
- kínai szil
- borostyán

#### Egynyári gyűjtemény
- Kleopátra tűje
- szárnyalt díszdohány
- torrénia
- törpe lobélia
- rézvirágok
- kúpvirágok
- kerti pillangóvirág
- büdöskék
- skarlátpiros zsálya
- kerti petúniák
- kerti begóniák
- nebáncsvirágok
- dáliák
- virágcsalánok

#### Élő kövületek
- szecsuáni ősfenyő
- hegyi mamutfenyő
- tengerparti mamutfenyő
- páfrányfenyő
- chilei araukária
- wollemi fenyő

#### Évelő gyűjtemény
- ajakosok
- cickafark
- kis-ázsiai macskahere
- zsályák
- nyuszifül
- gamandor
- gyíkfű
- indás infű
- fűzésre díszcsorba
- üstökös fáklyaliliom
- őszirózsák

#### Fűszer- és gyógynövénykert
- macskagyökér
- komló
- orbáncfű
- bíbor kasvirág
- kínai kúszómagnólia
- körömvirág
- bojtorján
- árnika
- fekete nadálytő
- orvosi ziliz
- orvosi pemetefű
- martilapu
- lándzsás útifű
- ánizs
- édeskömény
- benedekfű
- erdei gyömbérgyökér
- máriatövis
- babér
- kapor
- rozmaring
- koriander
- piros gyűszűvirág
- májusi gyöngyvirág
- őszi kikerics
- foltos bürök
- nadragulya
- bolondító beléndek
- mandragóra
- homoktövis
- godzsi
- havasi eukaliptusz
- kínai tüskéssárgafa
- húsos som
- fekete bodza
- barátcserje
- francia és angol levendula

#### Japánkert
- lótuszok
- jegenyefenyő
- mocsáriciprus
- tiszafa
- lilaakác
- ötlevelű akébia
- japán kúszóhortenzia
- japán kövérke
- gyöngyikés gyepliliom
- laposszárú kígyószakál
- hortenzia
- struccpáfrány
- ujjas juhar
- japán szellőrózsa
- japán kajszi
- japán díszcseresznyék
- japán dérbabér
- japán babérsom
- szentfa
- japán sarlófenyő
- japán erdeifenyő

#### Kaktusz- és pozsgásház
- fügekaktuszok
- oszlopkaktuszok
- kutyatejfélék
- kavicsnövények
- aolék
- agavék
- muskátlik
- korallvirágok
- viaszvirágok
- dögvirágok
- kristályvirágok

#### Kultúrnövények gyűjteménye
- manióka
- táró
- batáta
- valódi jamszgyökér
- Jób könnye
- egynyári teozinte
- opár gyöngye
- malabári spenót
- új-zélandi spenót
- zergeszarv
- okra
- articsóka
- cukornád
- olajpálma
- olajfa
- ricinus
- szezám
- földimogyoró
- len
- kender
- juta
- rostbanán
- szizál
- gyapot
- szivacstök
- szurokfű
- körömvirág
- aranyvessző
- csalán
- festő pipitér
- közönséges dohány
- fekete bodza
- indigó
- festőcsülleng

#### Lótuszos tó
- indiai lótusz
- tőzegpáfrány
- óriási zsurló
- fehér tündérrózsa

#### Mediterrán és szubtrópusi ház
- babér
- leander
- mirtusz
- kapri
- szentjánoskenyérfa
- datolyapálmák
- legyezőpálmák
- mandarin
- narancs
- citrom
- óriáscitrom
- cédra
- kaffir lime
- kumquat
- ezüst akácia
- zsurlóképű kazuárfa
- kefevirág
- araukáriák
- szarkofágfa
- japán naspolya
- murvafürt
- gránátalma
- selyemmirtusz
- kínai kenderpálma
- magnólia

#### Nyitvatermő gyűjtemény
- borókák
- páfrányfenyő
- lucfenyők
- selyemfenyők
- cérdrusok
- közönséges ősfenyő
- havasi törpefenyő
- gyantástűjű szálkásfenyő

#### Orchideaház
- vénuszpapucs
- vanília
- lepkeorchideák
- mozgóajkú orchideák
- bugakosborok
- vandák
- árvácska orchideák
- ékszerorchideák
- lepkekosborok
- ökörfej orchideák

#### Páfrányház
- szobapáfrány
- vénuszfodorkák
- madárfészekpáfrány
- szarvasagancspáfrány
- elevenszülő fodorka
- édesgyökerű páfrányok
- csipkeharasztok

#### Rendszertani gyűjtemény
- konkoly
- búzavirág
- pipacs
- bolondító beléndek
- herefélék
- csalán
- útifüvek

## Növénytani kutatások
A Füvészkertben 2000-es évek óta vannak természetvédelmi vonatkozású kutatások. 2006 és 2011 között a Kiskunsági Nemzeti Park LIFE-Nature projektjébe bekapcsolódva ex suit (élhelytől távoli) növényszaporítást hajtott végre tartós szegfű faj esetében. 2011 óta a Körös-Maros Nemzeti Parkkal is hasonló együttműködés zajlik. Emellett a botanikus kert szaporodásbiológiai vizsgálatokat folytat a tavaszi kankalin, szártalan kankalin, szibériai nőszirom, orvosi kálmos és báránypirosító növényfajokon.

## Galéria
|  |  |  | A lótuszos tó |